# Вершинка (приток Лыбеди)
Верши́нка (укр. Верши́нка) — река в Киеве, в местности Чоколовка (и Первомайский массив), правый приток Лыбеди.

## Описание
Протяжённость речки — около 1,5 км. Берёт начало неподалёку от улицы Донецкой. Протекает параллельно железной дороге, сначала частично в коллекторе (по большей части под станцией Караваевы Дачи — с начала 2000-х годов). После пересечения путепровода над железнодорожной платформой Караваевы Дачи выходит на открытую поверхность, протекает вдоль железнодорожных путей и, повернув на север, после пересечения железнодорожных путей, впадает в Лыбедь.